# غيبة (خلق)
الغِيبَة  هي ذكر الشخص بما يكره من العيوب التي فيه في غَيْبَته بلفظٍ، أو إشارةٍ، أو محاكاةٍ،وهي خُلق نهي عنه الإسلام.

## لغويًّا
الغِيبة: الوَقيعة في النَّاس؛ لأنَّها لا تقال إلا في غَيْبَة، يقال: اغتابه اغتيابًا إذا وقع فيه وذكره بما يكره من العيوب وهو حق، والاسم الغيبة، وهي ذكر العيب بظهر الغيب، وغابَه: عابه، وذكره بما فيه من السُّوء، كاغتابه .

## الفرق بين الغيبة والبهتان والنميمة
- الغِيبة : هي ذكر الشخص في غَيْبَته بما فيه مما يكره نشره وذِكر .[5]
- البهتان : ذِكر الشخص بما ليس فيه وهو الكذب في القول عليه .[5]
- النميمة : هي نقل الكلام من طرف لآخر للإيقاع بينهما .[5]

## الغيبة في الإسلام

### في القرآن الكريم
نهي القرآن عن الغيبة
| لقوله تعالى : ﴿يَا أَيُّهَا الَّذِينَ آمَنُوا اجْتَنِبُوا كَثِيرًا مِنَ الظَّنِّ إِنَّ بَعْضَ الظَّنِّ إِثْمٌ وَلَا تَجَسَّسُوا وَلَا يَغْتَبْ بَعْضُكُمْ بَعْضًا أَيُحِبُّ أَحَدُكُمْ أَنْ يَأْكُلَ لَحْمَ أَخِيهِ مَيْتًا فَكَرِهْتُمُوهُ وَاتَّقُوا اللَّهَ إِنَّ اللَّهَ تَوَّابٌ رَحِيمٌ ۝١٢﴾ |
| —القرآن - سورة الحجرات:12 |

### في السنة النبوية
| عَنْ أَبِي هُرَيْرَةَ، أَنَّ رَسُولَ ٱللَّٰهِ ﷺ قَالَ: «أَتَدْرُونَ مَا الْغِيبَةُ؟» قَالُوا: «اَللَّٰهُ وَرَسُولُهُ أَعْلَمُ.» قَالَ: «ذِكْرُكَ أَخَاكَ بِمَا يَكْرَهُ.» قِيلَ: «أَفَرَأَيْتَ إِنْ كَانَ فِي أَخِي مَا أَقُولُ؟» قَالَ: «إِنْ كَانَ فِيهِ مَا تَقُولُ فَقَدِ اغْتَبْتَهُ، وَإِنْ لَمْ يَكُنْ فِيهِ فَقَدْ بَهَتَّهُ.» |
| —صحيح مسلم |

.
- وعن النبي ﷺ: «يا معشر من آمن بلسانه، ولم يدخل الإيمان قلبه، لا تغتابوا المسلمين ولا تتبعوا عوراتهم، فإنه من يتبع عورات المسلمين يتبع الله عورته، ومن يتبع الله عورته يفضحه وهو في بيته[7]».
- عن عائشة قالت :«قلتُ للنبيِّ ﷺ حسبُك من صفيةَ كذا وكذا, قال: غيرُ مُسَدِّدٍ تعني قصيرةً. فقال: لقد قلتِ كلِمَةً لو مُزِجت بماءِ البحرِ لمزجته .قالت: وحكيْتُ له إنسانًا , فقال: ما أُحِبُّ أني حَكيْتُ إنسانًا وأن لي كذا وكذا.[8]»
- عن أنس عن النبي ﷺ أنه قال : «َلَمَّا عُرِجَ بِي مَرَرْتُ بِقَوْمٍ لَهُمْ أَظْفَارٌ مِنْ نُحَاسٍ يَخْمِشُونَ وُجُوهَهُمْ وَصُدُورَهُمْ، فَقُلْتُ: «مَنْ هَؤُلاَءِ يَا جِبْرِيلُ؟» قَالَ: «هَؤُلاَءِ الَّذِينَ يَأْكُلُونَ لُحُومَ النَّاسِ وَيَقَعُونَ فِي أَعْرَاضِهِمْ»» [9]

والقائل والمستمع للغيبة سواء، قال عتبة بن أبي سفيان لابنه عمرو: «يا بني نزِّه نفسك عن الخنا، كما تنزه لسانك عن البذا، فإن المستمع شريك القائل».

### كفارتها
الغيبة من الكبائر في الإسلام، وكفارتها التوبة والندم، والاعتذار لمن حدثت في حقه الغيبة إن كانت الغيبة قد بلغت الرجل . ،قال ابن تيمية : «ومَن ظلم إنساناً فقذفه أو اغتابه أو شتمه ثم تاب قبِل الله توبته، لكن إن عرف المظلومُ مكَّنه من أخذ حقه، وإن قذفه أو اغتابه ولم يبلغه ففيه قولان للعلماء هما روايتان عن أحمد : أصحهما أنه لا يعلمه أني اغتبتك، وقد قيل : بل يحسن إليه في غيبته كما أساء إليه في غيبته ؛ كما قال الحسن البصري : كفارة الغيبة أن تستغفر لمن اغتبته .» 

### ما لا يُعد من الغيبة
| غيبة (خلق) | اعلم أنَّ الغِيبة تباح لغرض صحيح شرعي لا يمكن الوصول إليه إلا بها وهو ستة أبواب: الأول: التظلم، فيجوز للمظلوم أن يتظلم إلى السلطان والقاضي وغيرهما مما له ولاية أو قدرة على إنصافه من ظالمه، فيقول: ظلمني فلان كذا. الثاني: الاستعانة على تغيير المنكر ورد المعاصي إلى الصواب، فيقول لمن يرجو قدرته على إزالة المنكر: فلان يعمل كذا، فازجره عنه. الثالث: الاستفتاء، فيقول: للمفتي: ظلمني أبي، أو أخي، أو زوجي، أو فلان بكذا. الرابع: تحذير المسلمين من الشر ونصيحتهم. الخامس: أن يكون مجاهرًا بفسقه أو بدعته، كالمجاهر بشرب الخمر ومصادرة الناس وأخذ المكس وغيرها. السادس: التعريف، فإذا كان الإنسان معروفًا بلقب الأعمش، والأعرج والأصم، والأعمى والأحول، وغيرهم جاز تعريفهم بذلك. | غيبة (خلق) |

وقد جمعها ابن الأمير الصنعاني في بيتين:

### السامع للغيبة
يدعو الإسلام من سمع الغيبة أن يُنكرها :
- عن النبي قال :«مَن ذبَّ عن عِرضِ أخيهِ بالغيبةِ، كانَ حقًّا علَى اللَّهِ أن يُعْتِقَهُ منَ النَّارِ»
- قال النووي في الأذكار :«اعلم أن الغيبة كما يحرمُ على المغتابِ ذكرها، يَحرمُ على السامعِ استماعُها وإقرارُها، فيجبُ على من سمع إنساناً يبتدئُ بغيبةٍ محرمةٍ أن ينهاهُ إن لم يَخَفْ ضرراً ظاهراً، فإن خافهُ وجب عليه الإنكارُ بقلبه، ومفارقةُ ذلك المجلس إن تمكن من مفارقته، فإن قدرَ على الإِنكار بلسانه، أو على قطع الغيبة بكلامٍ آخر لزمهُ ذلك، فإن لم يفعل عصى»